# テトラクロリド金(III)酸
テトラクロリド金(III)酸（テトラクロリドきん さん さん、英: tetrachloroauric(III) acid）は、化学式が HAuCl4 と表される3価の金のクロリド錯体である。四塩化金酸とも呼ばれる。

## 製法
金を王水に溶かすことによって得られる。
{\displaystyle {\ce {{Au}+ {NOCl}+ {Cl2}+ HCl -> {H[AuCl4]}+ NO}}}
また、塩化金(III) AuCl3 を塩酸に溶かして結晶させることによっても得ることができる。
{\displaystyle {\ce {{AuCl3}+ HCl -> H[AuCl4]}}}

## 性質
通常は四水和物 HAuCl4･4H2O として存在し、オキソニウムイオンを含む淡黄色針状結晶 (H3O+AuCl−
4･3H2O)。水に可溶で、黄色のテトラクロリド金(III)酸イオン [AuCl4]− を生じる。また、エーテル、アルコールにも可溶。テトラクロリド金(III)酸イオン 
[AuCl4]− は四配位の平面四角形である。潮解性があり、熱すれば分解して塩化金(III)と塩化水素を生じる。水溶液は橙黄色であるが、光をあてると分解して表面に紫色の金コロイドを析出する。

## 毒性
金は他の金属と比べて化合物の種類がごく少なく、金の高貴なイメージもあいまって他の物質と反応しない特別な物質と思われているためしばしば「金は人体に対して何の影響も及ぼさない、また、化合物にも有毒な物はない」と思われがちであるが、これは重大な誤りである。無機金塩類は強い酸化作用と腐食性をもち、日本国内では毒物及び劇物取締法により劇物に指定されている。従って無機金塩類の一種であるテトラクロリド金(III)酸も劇物に指定されている。
テトラクロリド金(III)酸を吸入すると鼻、のど、気管支の粘膜を刺激する。また皮膚に触れた場合、そのまま放置すると皮膚に赤色の斑点を残す。そして眼に入った場合は粘膜を激しく刺激する。